# Кушкуль (Іглінський район)
Кушку́ль (рос. Кушкуль, башк. Ҡушкүл) — присілок у складі Іглінського району Башкортостану, Росія. Входить до складу Тавтімановської сільської ради.
Населення — 33 особи (2010; 35 в 2002).
Національний склад:
- росіяни — 88 %